# Mohsun Sanani
Mohsun Sadig oglu Jafarov (Sanani) (en azerí: Möhsün Sadıx oğlu Cəfərov (Sənani); Tiflis, 19 de junio de 1900-Bakú, 11 de febrero de 1981) fue un actor de teatro y de cine de Azerbaiyán, que obtuvo en 1949 la distinción de Artista del Pueblo de la República Socialista Soviética de Azerbaiyán.

## Biografía
Mohsun Sanani nació el 19 de junio de 1900 en Tiflis. Él perdió a sus padres y vivió con su abuela. Estudió en madrasa. 
En 1915 él interpretó en el teatro de Tiflis junto con Mirzaali Abbasov, Mustafa Mardanov, Ibrahim Isfakhanli y Huseyn Arablinski. Él interpretó en el teatro de Tiflis hasta 1920.
En 1941 fue a Bakú. Mohsun Sanani fue solista del Teatro Académico Estatal de Drama de Azerbaiyán.
Mohsun Sanani falleció el 11 de febrero de 1981 en Bakú y fue enterrado en el Segundo Callejón de Honor.

## Filmografía
- 1925 – “Bismillah”
- 1934 – “Ismat”
- 1939 – “Los campesinos”
- 1941 – “Sabuhi”
- 1942 – “Bakhtiyar”
- 1947 – “Fatali Khan”
- 1956 – “Las piedras negras”
- 1960 – “Mañana”
- 1960 – “Koroghlu”
- 1961 – “Nuestra calle”
- 1965 – “Arshin mal alan”
- 1967 – “La batalla en las montañas”[4]

## Premios y títulos
- 1943 - Artista de Honor de la RSS de Azerbaiyán
- 1949 - Artista del Pueblo de la RSS de Azerbaiyán
- 1959 – Orden de la Insignia de Honor
- 1976 – Medalla al Trabajador Veterano
- 1980 - Orden de la Bandera Roja del Trabajo[5]
- Orden de la Amistad de los Pueblos
- Medalla de los Trabajadores Distinguidos